# Half-Truism
"Half-Truism" é um single da banda estadunidense The Offspring, lançado em 12 de maio de 2009 pela gravadora Columbia Records. A canção está presente no jogo Guitar Hero On Tour: Modern Hits.